# Giv'at Bezek
Giv'at Bezek (hebrejsky: גבעת בזק) je čedičový pahorek o nadmořské výšce cca 490 metrů na Golanských výšinách, na syrském území od roku 1967 obsazeným Izraelem.
Nachází se v jižní části Golanských výšin, 10 kilometrů jihovýchodně od města Kacrin, poblíž cesty, která odbočuje z lokální silnice 808 k starověké lokalitě Gamla. Nejbližším sídlem je vesnice Jonatan 4 kilometry severovýchodně odtud. V okolí pahorku se na ploše cca 3,5 kilometrů čtverečních nachází nejrozsáhlejší pole dolmenů v Izraeli s více než 150 dolmeny.